# Кучичино
Кучичино (мкд. Спанчево) је насеље у Северној Македонији, у источном делу државе. Кучичино је у саставу општине Чешиново-Облешево.

## Географија
Кучичино је смештено у источном делу Северне Македоније. Од најближег града, Кочана, насеље је удаљено 12 km југозападно.
Насеље Кучичино се налази у историјској области Кочанско поље. Подручје северно од насеља је долинско и уз реку Брегалницу, па је добро обрађено. Јужно од насеља издижу се најсевернији огранци планине Плачковице. Надморска висина насеља је приближно 330 метара. 
Месна клима је умерено континентална.

## Становништво
Кучичино је према последњем попису из 2002. године имало 546 становника.
Претежно становништво у насељу су етнички Македонци (99%).
Већинска вероисповест месног становништва је православље.